# Fettmeth
Fettmeth – dzielnica (Quartier) miasta Esch-sur-Alzette, w południowym Luksemburgu, w kantonie Esch-sur-Alzette. Do 3 października 2015 miejscowość leżała w dystrykcie Luksemburg.